# 巣守
巣守（すもり）とは、
- 源氏物語の古注釈、梗概書、巻名目録や源氏物語古系図などの一部に現れるかつて存在したが今は内容が失われてしまったと考えられている源氏物語の巻名。「巣もり」、「すもり」、「住守」などと表記されることもある。下記の雲隠六帖の中の巣守と区別するとき「古本巣守」と呼ばれることもある。
- 上記のような複数の源氏物語の外伝的な巻々の総称。宮内庁書陵部蔵の『源氏秘義抄』には「すもり六帖」、島原松平文庫蔵の『光源氏一部謌』には「すもり五帖」といった記述が見られる。
- 上記の巻で描かれていたとされる二人の中心的な人物のこと。「巣守の君」、「巣守三位」などとも表記される姉と「巣守の中君」などとも表記される妹の姉妹。
- 鎌倉時代に作られたと考えられる源氏物語の補作である山路の露の異名。九条稙通自筆本など一部の写本では標題を「すもり」と書かれている。
- 室町時代に作られたと考えられる源氏物語の補作である雲隠六帖の第二帖の巻名。（雲隠六帖における）雲隠の並びの巻であるとされており、光源氏が飛仙になったことを伝え聞いた冷泉帝をはじめとする人々の様子などを描いた前半部分と夢浮橋の後日譚になる後半部分からなる[注釈 1]。なお、雲隠六帖の中の「巣守」を「古本巣守」と明確に区別するときには「六帖系巣守」と呼ばれることがある[1]。
- 源氏物語とは別の一つの独立した現在は内容が伝わらない物語の名前[2]
連歌師高山宗砌の説を飛鳥井世録が書き留めたとされる室町時代中期の文献『宗砌説世縁聞書』（古梓堂文庫蔵）には、「物語少々」として、「住吉・浜松・伏屋・すもり・たけとり・さ衣・代続・岩屋・うつぼ・伊勢」などとして、「すもり」が王朝時代の代表的な物語と並べて記されている。

## 現存の源氏物語中に見られる「巣守」
現在一般的に流布している54帖からなる源氏物語において、「巣守」の語は橋姫の巻において宇治八宮の中の君が詠んだ歌「泣く泣くも羽うち着する君なくはわれぞ巣守になりは果てまし」の中に現れる。
源氏物語においては、真木柱、雲居の雁、落葉の宮、柏木、夕霧、夕顔など、作中で印象的・特徴的な言葉を含んだ歌が詠まれたときに、その言葉がその歌を詠んだ人物やその歌の中に詠み込まれた人物の呼称として使われることがしばしばある。無名草子の中で語られる源氏物語の登場人物の評論において、「巣守の中の君」なる人物が現れるが、この人物については上記の橋姫の巻にある歌にもとづいて宇治の八の宮の中の君のことであるとする説が有力であるが、後述の巣守物語の登場人物であるとする説も存在する。
また、源氏物語の巻名は異名とされるものを含めて多くがその巻の中にある歌の言葉からとられており、そのことからすると「巣守」が橋姫の巻の異名とされる可能性もあるがそのような扱いをされた形跡は存在しない。

## 現存の源氏物語中に見られない「巣守」
現在一般的に流布している源氏物語は54帖から構成されており、巻数やその順序も固定されたものになっている。しかし源氏物語の享受史を見ると、現在一般的に見られる青表紙本や河内本が成立するころまでの初期（平安時代～鎌倉時代）には、巻数やその順序にゆれがあり流動的であった。源氏物語古系図、源氏物語の古注釈、その他源氏物語に言及している様々な資料の中に「源氏物語には「巣守」という名前の巻が含まれていた」とする資料がいくつも存在する。「巣守」の巻について言及する際、「この巻無し」、「流布本に無し」あるいは「紫式部の作ではない」、「後人の作」などとされることが多いにもかかわらず「巣守」の巻について言及している資料は数多く存在する。

### 巣守関係の記述が現れる資料
巣守関係の記述が現れる資料としては以下のようなものが存在する。
- 源氏物語の巻名目録などの中で巻名やその位置についてのみ触れているもの
- 系譜の中で巣守関連の人物が記されている源氏物語古系図
- 源氏物語の中の歌を集めた資料で現行の本文の中に見えない歌が収録されている資料
- その他の資料

#### 源氏物語巻名目録での巣守
源氏物語には単独の文書として、または写本の冒頭や末尾に、あるいは注釈書・梗概書や源氏物語系図の一部として源氏物語の巻名をその読むべき順序に従って並べた「源氏物語巻名目録」と呼ばれている文書が古くからいくつも存在するが、その中には現在一般的に知られている「源氏物語54帖」に含まれない巻名を記しているものがしばしばあり、その中に「巣守」なる名前の巻に言及しているものが数多く存在している。
- 高野山正智院旧蔵「白造紙」中の『源シノモクロク』
橋本進吉によって紹介された[5]正治年間（1199年～1201年）ころに成立したと見られる平安時代の歌人藤原資隆が著した故実書『簾中抄』の一異本とされるものであり、冷泉家時雨亭文庫において発見された写本に近い内容を持つ宮内省本など5本を底本に校合し1900年（明治33年）から1903年（明治36年）にかけて近藤活版所から出版された『改定史籍集覧』の第23冊に収録された流布本とは大きく異なる内容を持っている。この写本は流布本には含まれていない源氏物語の巻名目録を含んでおり、この源氏物語の巻名目録は最近まで内容を確認できた文献の中では最も古い源氏物語の巻名目録であったが、調査のため東京帝国大学国語研究室が借り受けていたところ1923年（大正12年）9月、関東大震災により焼失してしまい、現在は当時撮影した写真だけが残っているとされている。
現在の54帖と同じような巻名を記しているが、宇治十帖の巻々については「ウチノミヤノ」として改めて1から巻数を数えており、夢浮橋のあと「コレハナキモアリ」と記し、その後「コレカホカニニチノ人ノツクリソヘタルモノトモ　サク（ラ）ヒト　サムシロ　スモリ」と記している。
- 『源氏小鏡』
「源氏大鏡」と並ぶ源氏物語の代表的な梗概書の一つであり[6]、標題も内容もさまざまに異なるものが存在するが、この中に巣守関係の記述を持つ写本・版本がいくつか存在する。
「紫式部により書かれた54帖に入らない巻」として名前を挙げられている。「住守」と表記されており、「桜人」、「狭筵（サムシロ）」とともに各2帖あるとされている。（桃園文庫旧蔵本）[7]
紅梅巻の巻末において「五十四てうのほか」に清少納言が造り添えた巻として「すもり」を挙げている。（古活字版）
「雲隠・巣守は石塔に入れて竹生島に納められ給へり」との記述がある。（日比谷図書館蔵本）
- 『源氏古系図』（宮内庁書陵部蔵）
系図末尾の雑載部分の歌の作者を男女別に挙げた部分で「桜人」、「狭筵」、「巣守」については歌を入れないとの注記がある。池田亀鑑はこの記述はこれらの巻は本来の源氏物語のものでないという判断に基づくのであろうとしている[8]。
- 『源氏系図』（岩瀬文庫蔵）
巻末に「およそ源氏の物語は天台の六十巻をへうして作るゆへに六十てうなりしを、いかなるにかすもりの巻なといふをのけられたり。それより今の世には五十四てうなり。」との記述がある。
- 『源氏物語注釈』（宮内庁書陵部蔵）[9]
院政期の成立と見られる巻名目録、「源氏物語のおこり」に続いて3つの注釈書を合わせた外題が付されていない源氏物語の注釈書であり、仮に「源氏物語注釈」や「源氏物語古注」と呼ばれている。54帖に含まれない源氏物語の続編的巻々の名前として「さくら人」、「さむしろ」、「すもり一」、「すもり二」、「すもり三」、「すもり四」、「やつはし」、「さしぐし」、「はなみ」、「さが野一」、「さが野二」の11帖を挙げている[10]。
- 『光源氏物語本事』（島原松平文庫蔵）
注釈書『幻中類林』の中から本文や写本に関する事項を抄出した書物であると考えられる本書では、「庭云、この五十四は本の帖数也、のちの人桜人すもりさかの上下さしくしつりとのの后なといふ巻つくりそへて六十帖にみてむといふ。本意は天台の解尺をおもはへたるにや」と記している。
- 『源氏六十三首之歌』（島原松平文庫蔵）[11]
源氏物語の巻名を順に読み込んでいった62首からなる歌集である。第56首目以降に源氏物語の失われた巻名として伝えられているさまざまな巻名を読み込んでいるが、その第57首目には「あわれ也軒端の竹に鶯の巣守と成し得るかい子は」と「巣守」が読み込まれている[12]。
- 『光源氏一部謌』（島原松平文庫蔵）[13]
幻巻巻末の注記に、「すもり五帖、桜人二帖、嵯峨野三帖以上山路露十帖是也などと云ものちにつくりそへられたる本也　それもいまは世にわたらす。廿五より廿七かほる中将へうつるへし、その間八九年とみえたり」とある[14]。
- 『山路の露』（九条稙通自筆本）
本書自体に「すもり」の外題が付けられており、さらに奥書において「清少納言が造り添えた巻」として、「桜人」、「狭筵」、「巣守」の3帖が挙げられている。稲賀敬二は「巣守」が「山路の露」の異名であった可能性があるとしている[15]。
- 『源氏秘義抄』（宮内庁書陵部蔵桂宮本・室町時代末期書写）[16]
南北朝時代成立と見られる源氏物語の注釈書。冒頭の巻名一覧において貌鳥や法の師といった異名や外伝的な巻名とされるものに言及する他、巻末において、「一すもり」、「二すもりのやつはし」、「三すもりのさしくし」、「四すもり花見」、「五さかのみや一」、「六さかのみや二」の6帖を「すもり六帖」とし、赤染衛門作であるとしており、現行の54帖にこの6帖を加えた全60帖を源氏物語であるとしている[17][18]。
- 『大乗院寺社雑事記』[19]
源氏物語の注釈書『花鳥余情』の著者一条兼良の子であり奈良興福寺の大乗院門跡であった尋尊大僧正の1450年（宝徳2年）から1508年（永正5年）にわたる日記「尋尊大僧正記」を、続く大乗院門跡であった政覚および経尋の1527年（大永7年）までの日記と合わせたものであるが、その文明10年7月28日（1478年8月26日）の条において、源氏物語のおこり・主要な伝本・主要な注釈書などについて触れているが、その中で54帖からなる源氏物語の巻名を挙げた後に清少納言が源氏物語に書き加えた巻として「桜人」、「巣守」、「八橋」、「さしぐし」、「花見」、「嵯峨野上」、「嵯峨野下」を挙げている。
- 『源氏物語願文』[20]
漢文の中に源氏物語の巻名を読み込んでいった「源氏供養表白」や「源氏物語表白」に類似した内容を持つ願文であるが、全ての巻名を網羅しているわけではなく、また文中での巻名の並べ方が巻序に従っていない上に独特の異名で呼ばれている巻が多いという特徴を持つ。
「釈迦は此の方に出でて、水鳥の「憂栖」を□せしめ、弥陀は彼の国にありて、更に「胡蝶」の愚夢を驚かす。」という記述を持つが、この「憂栖」が「巣守」ではないかと言われている[21]。
- 『雲隠六帖抄』[22]
『源氏雲隠抄』と呼ばれることもある浅井了意による江戸時代初期の雲隠六帖の注釈書である。巻名やその並べ方に異説を載せており、そこに古本巣守や古本桜人の影響を受けている可能性が指摘されている。通常の雲隠六帖の巻序が「雲隠、巣守、桜人、法の師、雲雀子、八橋」であるのに対して、「（雲隠）、八橋、差櫛、花見、嵯峨野、巣守」とする本があり、「花見と桜人は同じ、雲雀子と嵯峨野は同じ、巣守と八橋は同じ、差櫛と法の師は同じである」との注を加えている。また作者不明の古系図の奥に、「桜人、巣守、八橋、さしくし、花見、嵯峨野上下」が清少納言が加えた巻であるとの記述があることを伝えている。

#### 源氏物語古系図の中での巣守
源氏物語古系図の中に巣守三位やそれに関連する人物の記述のある系図がいくつか存在するが、大筋で同じながらそれぞれの記載内容や記載の仕方がそれぞれ少しずつ異なっている。巣守関連の記述のある源氏物語古系図としては以下のものがある。
- 『鶴見大学蔵本古系図』
巣守関連の人物の記述を多く含むため、「巣守三位本」と呼ばれることもある[23]。
- 『大島本古系図』（藤原為家筆・大島雅太郎旧蔵・現在の所在は不明）[24]
- 『正嘉本古系図』（天理大学図書館蔵）
- 『正嘉本古系図』（桃園文庫蔵）
- 『源氏物語巨細』[25]（伝姉小路基綱筆・桃園文庫旧蔵・現天理大学図書館蔵）
- 『国文研本古系図』[26][27]
さまざまな源氏物語古系図の中でも巣守関連の人物の記述を最も多く含むとともに人物関係などに他の古系図と異なる記載も多い[28]。
- 『伝清水谷実秋筆古系図』（専修寺秋香台文庫蔵）[29]
- 『源氏系図小鏡』[30]（稲賀敬二蔵）[31]
血縁関係までを全て文章で表すという特色を持った源氏物語古系図
「蛍の兵部卿　しょきゃうでんの四宮とて、紅葉賀にしうふふらくうたひ給ふ」との記述を持つ。
- 『源氏抄』（中村俊定教授旧蔵、現早稲田大学図書館蔵）[32]
『源氏系図小鏡』の異本に「源氏物語のおこり」（源氏物語起筆伝説）を加えた内容を持つ江戸時代初期の写本。
「ともにおこなひ給へり、すもりの三位これなれや、みめいつくしくひわたえにひき給へる人とかや」との記述を持つ[33]。

#### その他の資料の中での巣守
そのほかに以下のような文献が巣守について言及しているのではないかとされている。
- 風葉和歌集
平安時代末期から鎌倉時代初期にかけて、さまざまな物語の中の作中の架空人物の和歌を抄出した歌集がいくつか作られたが、そのひとつである「風葉和歌集」においてその中の「源氏物語の中にある」として収録されている歌のうち以下の4首が現行の源氏物語54帖の中に存在しない。この4首についてはかつて失われた「雲隠」巻関連の記述ではないかとされたこともある[34]が、「巣守」の語は全く現れないものの匂宮や薫がからむ恋愛歌であることなどから現在では「巣守」関連の記述ではないかとする見方が一般的である。
「にほふ兵部卿のみこ白河の院に侍りけるに花見にまかりてよみ侍りける　かをる右大将
　ちり散らすみてこそゆかめ山桜ふる郷人はわれを待つとも」（巻二、春下）[35]
「女の言ひのがれてつれなき様なりけるが又もさのみこしらへ侍りければ　にほふ兵部卿宮
　つらかりし心をみすは頼むるをいつはりとしもおもはさらまし」（巻十二、恋二）[36]
「山里に侍りけるが帰りてかしこなる女の許につかはしける　かをる大将
　暁は袖のみぬれし山里に寝ざめいかにと思ひやるかな　返し　一品内親王三位」[37]
「松風をおとなふものと頼みつゝ寝覚せられぬ暁ぞなき」（巻十八、雑三）[38]
- 無名草子
源氏物語に登場する人物の人物評論のうち、薫大将について触れた部分において、
「さはあれど、まめまめしげなるかたは、おくれたる人にや。うきふねのきみ、すもりのなかの君などの、兵部卿の宮にはおもひおとしはべるこそ、くちおしけれ。」
「すもりの君は、心にくき人のさまなれば、にほふさくらにかほるむめ、とこよなくたちまさりてこそ侍めれ」
といった記述が存在する。この「すもりのなかの君」や「すもりの君」については、浮舟と並べて記されているられていることなどを理由として宇治の八の宮の娘である大君や中の君のことであるとする説[39][40]と、後述の巣守物語の登場人物である源三位の娘であるとする説[41]の二説が存在するが、前者の説が有力である[42][43][44]。

#### 巣守に関連する断簡
巣守に関しては上記のようなまとまって存在する文献の中に断片的に存在するだけでなく、「断簡」（もともと書物や巻物だったものから古筆を切り出したもの。古筆切ともいう。）やこれらを集めた「手鑑」の中にもいくつか見いだされている。
- 堀部正二蔵の古筆切[2]
巣守関連として最も早い時期に見いだされた断簡。堀部正二が入手し自身の論文などによって紹介されたために広く知られるようになったものである。南北朝時代の書写と見られる古筆切であり、そこに含まれる歌の1首が上記の風葉和歌集の中に含まれる巣守関連と思われる歌と同じであり、他の部分には「巣守」の語も含まれている。現在の所在は不明である[45]
「すもり内よりいつるに宮車にすへりのらせ給ひて　宮
　いとふ　　あはれ成ける君によりなとていのちをゝしまさりけん
やかてしらかはの院におはしてうちふし給へりとかくきこえのかるけしきもあはれなるに　宮
　つらかりしこゝろを見すはたのむるをいつはりとしもおもはさらまし
御かへし　女
　ことさらにつらからんとはおもはねといかにいかなるこゝろにはみし」
- 伝慈円筆物語歌集断簡（1）
古筆手鑑『筆陳』に含まれる鎌倉時代の書写と思われる和歌三首（三首目の後半は欠けている）が書かれた8行からなる断簡[46]
「こよひさへあれたるやとをおもふかな
ひまもる月のかけやいかにと
　　かえし、中のきみ」
「いたまおほみあれたるやとにもる月は
いとゝもの思つまにそありける
　　兵部卿宮、あね君のもとへおはしたるに、きこえわつらひて、中のきみ」
「よしみよとゆくすえをたにたのめしに」
- 伝慈円筆物語歌集断簡（2）
上記伝慈円筆物語歌集断簡（1）のツレ（もとは一つだったと思われる断簡）[47]
「そのか（と）ゝさしてもしらしつゆしけき
むくらのやとを（わ）（け）そきにける
　　返しなかの君
我か（と）を（さ）してき（た）（　）はやへむくら
ふかきあはれはそひもしなまし
　　中の君に宮をはしそめてあしたに
なかきよにたえぬちきりをむすひ
てもまたうちとけぬこひのわひしさ」
（）内は推定。
- 伝六条有純筆断簡
古筆手鑑『花月』に含まれる源氏物語古系図の断簡と思われるもの。巣守姉妹の父源三位の母について「前齊院」とする他に見られない記述を持つ。[48]

### 巣守物語
巣守に関して個々に存在する資料は短く断片的なものであるが、それらが伝える情報は大筋で一致していると考えられるため、これらをつなぎ合わせ、組み合わせることにより、かなりのところまで元々あったと考えられる内容を推測することが可能である。そのようにして出来上がった巣守に関する一連の物語を総称して「巣守物語」と呼ぶ。

#### 巣守三位らの系譜上の位置
- 蛍兵部卿宮
桐壺帝の子で光源氏の弟にあたる人物。何番目の皇子かは不明。おそらく第三皇子であろうとされている。現行の54帖からなる源氏物語の本文にも存在する人物である。最初は帥宮として登場し[49]、後に兵部卿になる。源氏物語には他に兵部卿宮と呼ばれる主要人物が二人登場するために通常は「蛍」の一文字を加えて「蛍兵部卿」、「蛍兵部卿宮」、「蛍宮」などとも呼ばれる[50]。「蛍」の呼び名は「蛍」巻の主要人物であり光源氏が放った蛍の光で玉鬘の姿を垣間見たことに由来する。
現行の54帖からなる源氏物語の本文において、直接には須磨巻から幻巻まで登場しており、いつ死去したかは不明であるが紅梅巻ではすでに死去しており、妻であった真木柱が再婚していることが明らかにされている。何人かいると思われる光源氏の弟の中では光源氏と最も仲がよく、頭中将とともに光源氏が苦況に陥ったときも源氏から離れなかった数少ない人物の一人であり、紫の上の死後に対面した数少ない人物の1人でもある。光源氏が芸術的な才能を発揮する場にしばしば登場する人物で、一貫して優れた風流人として描かれており、琵琶の名手であり香にも詳しいとされる。
当初右大臣の娘を妻にしていたが早くに死別。玉鬘への求愛者の1人でもあり、女三の宮の婿の候補の1人にもなる。後に鬚黒の娘である真木柱の夫にもなり、娘の「宮の御方」[51]をもうけるものの夫婦仲は余りよくなかったとされている[52][53]。
- 源三位
蛍兵部卿宮の子。現行の54帖からなる源氏物語の本文には「源三位」としては見えないものの、梅枝巻に蛍兵部卿宮の子として登場している父蛍兵部卿宮の使いで自邸に本をとりに戻った侍従と同一人物であるとされている。[54]源三位の母については不明であり[55]、年齢的に真木柱の子とは考えられないため先妻（右大臣の娘）の子であるか描かれていない側室の子であると考えられる。父の蛍兵部卿宮と同じく琵琶の名手であったとされている。源三位は藤大納言（または藤中納言）の娘を妻にして男1人（頭中将）、女2人（大君＝巣守と中君）の計3人の子を持った。しかしこの妻は3人の子を産んだ後に亡くなり、源三位は元妻の妹を新たな妻として迎えていた。稲賀敬二はこの源三位のモデルは博雅三位（はくがのさんみ）と呼ばれた源博雅であるとしている[56]。
- 巣守三位
「巣守三位」または「巣守の三位」と呼ばれ、「すもり」（堀部正二蔵断簡）、「一品内親王三位」（風葉集）、「大君」、「あねの三位」（系図小鑑）といった呼ばれ方をされることもある。源三位の娘2人の中の長女である。[57]祖父の蛍兵部卿宮、父の源三位と同じく琵琶の名手とされている。その事績については後述する。
- 典侍
源三位の子で巣守三位の妹。「中君」（源氏系図古鏡）、「中宮」（正嘉本古系図）、「巣守の中君」などとも呼ばれる。今上帝の女一宮に仕えており、はじめ匂宮が通っていたが匂宮が姉のもとに通うようになると匂宮は妹の元には通わなくなったとされる。その後に今上帝の二宮が通うようになったとされる。
- 頭中将
単に「中将」（源氏物語巨細）としているものもある。源三位の子で描かれている中では唯一の男子であり末の子である。当初兵衛佐であったが頭中将に昇進する。宇治十帖での小君と同じく姉妹と匂宮や薫との仲をとりもつ役割を果たしていると見られる。

巣守物語ではこの他に宇治十帖での主人公ともいうべき匂宮と薫が重要な役割を演じている他以下の人物が登場している。
- 二宮
現行の54帖からなる源氏物語の本文にも若菜下巻から蜻蛉巻まで登場する人物である。今上帝の二宮であり匂宮の兄で、母は匂宮と同じく明石中宮。六条院の南の町に住む。夕霧の娘のひとりを妻にしている。式部卿の地位についているため式部卿宮と呼ばれている。匂宮が通わなくなった巣守姉妹の妹「巣守の中君」のもとに通い結ばれたとされる。
- 女四宮
朱雀院の女四宮であり現行の54帖からなる源氏物語の本文でも存在を確認することが出来る人物であり、特に「巣守」に関連する記述の存在しない古系図にも掲載されているが、現存する源氏物語の本文中では若菜下巻において朱雀院に女宮が四人いると記されている程度であるため事績などはほとんど不明な人物である。冷泉院の女御になったが寵愛をうけることが無かったので宿世をなげいて出家し大内山に隠棲していたところに出家を望んだ巣守三位が頼っていったとされている。稲賀敬二は、現存の源氏物語において全く事績の描かれないこの女四宮を含めて朱雀院の女宮を四人とする意義が巣守物語との関連以外に全く見いだせないことから現行の若菜巻下巻において朱雀院に女宮が四人いると記されていることが巣守物語の存在を前提としているのではないかとしている[58]。

#### 巣守の生涯
源氏物語古系図をはじめとするさまざまな資料の記述を整理することによって判明する巣守姉妹の物語の概要は以下のようなものである。
- 光源氏の甥にあたる源三位のもとに美しい姉妹がいた。
- 当初妹の中君が今上帝の女一宮に仕えており、そこに匂宮が通っていた。
- 匂宮は姉の大君にも通うようになり、次第に妹の方には通わなくなった。
- 匂宮が通わなくなった妹のもとには今上帝の二宮が通うようになった。
- 姉の大君も中君と同じく一宮に仕えることになった。
- 姉の大君は一宮の琵琶の師として三位に叙せられ巣守三位と呼ばれるようになった。
- 巣守三位は匂宮を嫌い薫の求愛を受け入れるようになった。
- 巣守三位は薫との間に子をもうけた。
- それでも匂宮は巣守三位のもとに通ってきたので巣守三位は煩わしく思った
- 巣守三位は思い悩んだ末すでに出家し大内山に隠棲していた朱雀院の女四宮の元へ赴いて自身も出家してしまった。

#### 巣守物語と宇治十帖
巣守物語と宇治十帖は判明している部分だけでも、
- 源氏物語正編に繋がる設定の元での作品であること。
- 年立的には光源氏が死去した後の物語であること。
- 薫と匂宮が恋愛で相争う物語であること。
- 薫と匂宮が恋愛で相争う対象が姉妹であること。
- 薫と匂宮が恋愛で相争う対象が血統的には皇族に近いがさまざまな理由で政治的な権力からは遠ざかってしまった家の娘であること。
- 娘が話の終わりの方では世をはかなんで出家してしまうこと。

などいくつもの点で宇治十帖と非常に似た構造をもっていることが分かる。その一方で、
- 宇治十帖では匂宮が浮舟と（一応）結ばれるのに対して巣守物語では薫が巣守三位と結ばれて子をもうけるというように、薫と匂宮の役割が巣守物語と宇治十帖とでは丁度逆になっていること。
- 浮舟が匂宮と結ばれる前に出家しているのに対して巣守は薫と結ばれて子をもうけた後に出家していること。
- 巣守物語では最初から最後まで二人姉妹の物語として描かれているのに対して、宇治十帖では当初二人姉妹として描かれていたのが大君の死後代わって突如浮舟が登場するなどより複雑な構造を持っていると見られること。
- 男性側についてみると、宇治十帖では一貫して匂宮と薫の二人だけが登場しているのに対して、巣守物語では匂宮と薫のほかに今上帝の二宮も登場していること。

など両者の間には小さくはない違いも存在している。

### 巣守物語の発生と消滅

#### 巣守物語の発生
この巣守物語の発生については、
- 宇治十帖に先行して本編と同じ作者により光源氏死後の物語として「すもりの巻」を含む巣守物語が一度書かれたが、何らかの理由で破棄され、その後改めて浮舟を中心とした現在の宇治十帖が書かれたのではないかとする池田亀鑑などの説[61]。池田亀鑑は失われた巣守物語の全体は現存する宇治十帖より大規模な話だったとしており、「宇治十帖ダイジェスト説」と呼ばれている。
- 宇治十帖と同時期に本編と同じ作者により書かれた（橋姫物語（宇治十帖の前半）→巣守物語→浮舟物語（宇治十帖の後半）の順序で成立し、主題や構想もそれに従って発展・深化した）とする稲賀敬二の説[62]

もあるものの、巣守物語の内容から見たときに、成立時期に関して、
- 物語の中で巣守三位が隠棲の地とした「大内山」が隠棲の地というイメージが持たれるのは院政期以降であることを後人の作であることの根拠とする説[63]
- 物語の中で描かれている女房の地位が院政期以降のものであると考えられることを後人の作であることの根拠とする説[64]
- 後期王朝物語、特に菅原孝標女作とされる「夜の寝覚」や「浜松中納言物語」などとのいくつかの共通点を指摘する説[65]や、さらに進んで菅原孝標女が古本巣守の作者ではないかとする説[66]

があり、このようなさまざまな理由から、「古本巣守」は宇治十帖の結末に満足しなかった後人が宇治十帖を踏まえながら作った後世の作であるとする見解が有力になってきており、事典類でも「後世の擬作」として扱われるようになってきている。
現行の54帖からなる源氏物語では、続編の始まりである「匂宮」や「竹河」などにおいて年立が複雑に絡み合い、しばしば官位の矛盾なども指摘されることから、宇治十帖とともに、「匂宮」や「竹河」などはそれぞれ独立して「幻」巻で終わる源氏物語正編の続きを描こうとしたものであり、巣守も当初はそのような存在であったが源氏物語の聖典化、正規化が進む中で排斥されていったのではないかとする見方も存在する。
また「古本巣守」は宇治十帖とだけではなく現行「紅梅」巻とも両立しないと考えられることなどを理由として、「原紅梅＋古本巣守」が「現行紅梅＋宇治十帖」に書き改められたとする常磐井（長谷川）和子などの説もある。
なお、近年研究の進展に伴って巣守関連の記述が存在することが明らかになった文献が増えているが、その中でも『鶴見大学蔵本古系図』や『国文研本古系図』では、同じ巣守関連の記述とはいっても『大島本古系図』や『正嘉本古系図』とは巣守三位と薫との出会いが大内山に隠棲した前か後かという大きな違いがあるなど誤写のレベルでは処理できない相違が存在するため、それらの記述の元になった『巣守』の本文が全て同じものなのか疑問が持たれるようになっている。

#### 巣守物語の受容
武田宗俊による玉鬘系後記一括挿入説に先行して現行の源氏物語本文に含まれる内部徴証に基づいて「源氏物語は現行の巻序通りに書かれたのではない」とする説を明らかにした阿部秋生は、『伊勢物語』・『竹取物語』・『平中物語』・『うつほ物語』・『落窪物語』・『住吉物語』など、当時存在した多くの物語の残存状況からほとんどの多くの物語が当初作られた形から何らかの増補・改変を受けていることを明らかにし、「そもそも、当時の「物語」は、ひとりの作者が作り上げたものがそのまま後世に伝えられるというのはむしろ例外であり、ほとんどの場合は別人の手が加わった形のものが伝えられており、何らかの形で別人の手が加わって後世に伝わっていくのが物語にとって当たり前の姿である」ことに注意を払うべきであるとの見解を示している。
『風葉和歌集』や巣守関連の記述を含む『源氏物語古系図』の著者は巣守などを源氏物語の内にあるものとして扱っていると考えられるが、それが「紫式部が書いた真正な源氏物語に含まれる」との判断に基づくものなのか、それとも「後の人間が書き加えたものであるが源氏物語に含まれる」との判断に基づくものなのかは明らかではない。稲賀敬二は、現在見られるような54帖からなる源氏物語だけではなく、このような「紫式部の作ではない、またはそのような可能性のあるもの」、「真正な源氏物語であるといえるかどうか疑問のあるもの」、「真正な源氏物語との間に矛盾点を含むもの」、「人によっては源氏物語としては受け入れていないもの」まで含めたものまでを総称して「源氏物語の類」と呼んでおり、この時期の人々にとっての「源氏物語」とはこのような「源氏物語の類」であったとしている。
巣守が受け入れられ、伝えられていた期間でも、全ての人が巣守を源氏物語の構成要素として受け入れていたのではなく、巣守や桜人などの巻を「受け入れる立場」と「受け入れない立場」が並存している期間が存在したと考えられている。
常磐井和子は、源氏物語に関連して巣守（や桜人など現存の54帖に含まれない巻）に言及した文献は細かいものまで挙げれば数多く存在することは事実として認めながらも、
- 「巣守」について言及している文献は、源氏物語に関連して数多く存在する文献全体の中ではあくまで少数派である。
- 「巣守」に言及している源氏物語の巻名目録では、そのほぼ全ては「巣守」について、通常の最終巻である夢浮橋の後に別枠で掲げており、かつ以下のような形で現存する54帖とは何らかの点で異質な、あるいは問題を含んだ巻であるとの認識を示している。
  - 「後人（あるいは清少納言・赤染衛門といった紫式部ではない人物）の作り添えた巻」
  - 「流布本に無し」
  - 「巻に数えず」
  - 「54帖のほかの巻」

といった点に注目するべきであり、そのような状況の中で当時の源氏物語に親しんでいた一般の人々の中にどの程度巣守が知られ、源氏物語の中の巻として認められていたのかは疑問であるとしている。

#### 本文整定作業と巣守の巻
少なくとも現時点では、巣守の巻が源氏物語の中から除かれた経緯を直接証言する資料は発見されてはいない。但し稲賀敬二は、河海抄にある「かつてはいくつかの源氏の物語が存在したが、最も優れている光源氏の物語以外は絶えてしまった。」とする記述について、源三位の子供である巣守三位たちの物語である巣守物語も一つの「源氏の物語」と呼ぶことが出来るので、この河海抄の記述は巣守物語が消えていったことを指している可能性があるとしている。
但し「巣守」巻について、巻名目録などの中で「巣守」という巻名のみについて触れている文献を別にすれば、「巣守」の内容にまで踏み込んで言及している資料は鎌倉時代初期までに成立したと見られる文献に限られている。そのため平安時代末期から鎌倉時代初期にかけて源氏物語が古典・聖典化する中で、源氏釈や奥入のような源氏物語の対する注釈の発生などと平行して行われていった藤原定家や河内方によって行われた標準本文整定作業と関連する可能性が高いと見られている。
こうした源氏物語の本文を整える作業の詳細は、河内本の元になった写本の名前が一部分伝わるなどしているものの、それぞれの写本が具体的にどのような本文をもっていたのかはほとんど不明であり、またそれらいくつかの写本の本文を元にしてどのような方針で正しいとされる本文が定められたのかも明らかではない。鎌倉時代に成立した文献「光源氏物語本事」は、後に主流となる本文である「京極中納言の本＝青表紙本」について、「枝葉を抜きたる」と、どうしても取り除くことの出来ない根幹となる部分以外を取り去った本文であるという評価を下している。
今井源衛は、この「取り去り」が短い文言の抜き去りといったものだけではなく、「巣守」を源氏物語から取り除くといった巻単位での源氏物語からの除去をもを指している可能性もあるとしている。この標準本文整定作業に当たって「現在の54帖は全て紫式部作である。またこの54帖だけが紫式部作である。」とする理解が前提であったのかどうかも明らかではなく、結果的に54帖の体系の中に残った宇治十帖などにも古くから紫式部以外の人物による執筆とする伝承が異論を伴って伝えられることもあるものの古くから存在しており、「これらはある本もあり、なき本もあり」等としてその存在が揺れていたとされていた。
そのような見方が存在する宇治十帖が残されたことから考えても、紫式部が執筆したのではないと考えられた部分を排除すべきであるという意識が、標準本文整定作業にあたって存在したかどうかも不明である。

#### 巣守物語の消滅
上記のように巣守に関する記述は源氏物語を取り巻く文献にはさまざまな形で存在するものの、現在判明している限りでは「巣守」が「源氏物語」から除かれていった経緯を明確に示す文献は一切残されていない。そのため、いかなる理由で「巣守」が「源氏物語」から除かれていったのかはさまざまな状況から推測するしか無いが、以下のような点が可能性のある原因として挙げられている。
- 紫式部の作ではないとされたこと。
巣守の巻名を含むほとんどの源氏物語巻名目録では、巣守の巻名を通常の最終巻である夢浮橋の後に別枠で掲げており、かつ「後人（あるいは清少納言・赤染衛門といった紫式部ではない人物）の作り添えた巻」などとしていることが多い。古くから紫式部作ではないとする伝承の存在する宇治十帖が正規の源氏物語の一部分として残ったことを考えると、紫式部作でないとされた点が源氏物語から取り除かれたことにどの程度影響したのかを疑問視する意見もあるものの、「巣守は紫式部ではない後人の作であり、そのことをそれ以後の人々も事実として認識していたからこそ源氏物語から除かれるに至った」とするのが最も有力な見解であると言える[88]。
- 正規の源氏物語に含まれるとされた宇治十帖と両立しないと考えられたこと。
正編でもしばしば見られるように、光源氏ら源氏物語に登場する男性たちは複数の女性たちとの恋愛関係を平行して進めるのがむしろ当たり前のことであり、匂宮と薫が一方で宇治の姉妹たちとの関係を進めながら巣守の姉妹たちとの関係に心をくだいていたとしても、それだけではそれを特におかしい・あり得ないことと言うことは出来ない。しかしながら前述の通り巣守物語は宇治十帖と多くの点で非常に似た構造をもっており、この二つの物語が時間的にもほぼ並行して進行しているとするのは余りにも不自然であると考えられる[89]。また稲賀敬二は、このほかに巣守巻が長大な時間に亘る物語であったことが源氏物語の他の巻々の中のどこかに当てはめることが困難であったことが「巣守」が源氏物語からはじかれていく原因になった可能性があるとしている[90]。

#### その後の巣守
室町時代初期に成立したと考えられている源氏物語の補作である雲隠六帖が、その巻名に「巣守」や「桜人」といったかつては源氏物語の一部として存在したらしい巻名を流用しており、しかも巣守巻の内容については宇治十帖＝浮舟物語の続編という、かつて存在した巣守物語とは全く異なる内容をもっているということは、この室町時代初期にはかつて存在していた「巣守」や「桜人」といった存在が巻名だけはよく知られていてもその内容がもはやほぼ完全に失われてしまったことを表しているのではないかと考えられている。
但し、雲隠六帖の巣守は、基本的に宇治十帖の浮舟物語に続く話であり、古本巣守とは全く別物の内容を持っているのではあるのだが、この中において薫と結ばれて若君を設ける女君が「三位の君」と呼ばれている事などについて、雲隠六帖の巣守の中に古本巣守を受け継ごうとした形跡が見られるとする立場も存在する。
また、古本巣守が失われた後も、室町時代の連歌の世界などでは「巣守」や「桜人」の巻にあるとする和歌などが怪しげな秘伝・秘説として伝えられていた形跡があるとする見方もある。

### 巣守と匂宮・紅梅・竹河
現行の源氏物語54帖において、幻（雲隠）に続く匂宮・紅梅・竹河といった巻々（いわゆる匂宮三帖）は年立の重なりや官位表記の混乱等が存在することからしばしば後記説や別作者説が唱えられている。これらの巻々は正編に現れた一族の光源氏死後の出来事を、
- 匂宮（光源氏一族）
- 紅梅（左大臣家・頭中将・柏木・紅梅の一族）
- 竹河（髭黒・玉鬘の一族）

と、つながりの深い一族ごとにそれぞれ相互に独立して描いたものであると見ることが出来、その観点から巣守巻を見ると、巣守巻とは上記の巻々と同様に蛍兵部卿宮一族の光源氏死後の出来事を描いた巻であると位置づけることが出来るとする見解も存在する。またこれとは別に巣守物語のあらすじが紅梅の特に前半と類似していることなどから当初現在の紅梅巻とはことなる「原紅梅」と「巣守」とが存在し、それが現存の「紅梅」と「宇治十帖」とに再構成されたのではないかとする説も存在する。

### 巣守と桜人・サムシロ
桜人及びサムシロも巣守と同様にかつて源氏物語に含まれる巻として存在したが今は内容が失われてしまったと考えられている。桜人は平安時代末期の源氏物語の注釈書である源氏釈において玉鬘の並びの巻のひとつであり、蛍の巻の次にあるとされており（この注記自体は真木柱の次に記されている。）、13条にわたって本文が掲げられてそれに対する注釈が加えられている。源氏釈の他にも鎌倉時代に作られた源氏物語の注釈書である異本紫明抄にも本文とされるものが伝えられている。わずかに伝えられている本文からすると、玉鬘に対する求愛の歌とみられるものがあるなど玉鬘に係わる物語が記されていたと見られる。また現行の玉鬘物語でも登場している巣守一族の始祖にあたる蛍兵部卿宮が桜人でも特に多く描かれていたらしいことが分かるなどの理由から、稲賀敬二はこの「桜人」巻に蛍兵部卿宮自身の話だけではなく、その子源三位の結婚やその子すもりの姉妹の出生と母の死亡や源三位の先妻の妹との再婚といった物語が描かれていたのではないかとしている。風巻景次郎は、この桜人を現在の玉鬘十帖＝玉鬘物語の原型だったのではないかとしている。なお、桜人は巣守と同様に室町時代の源氏物語の補作である雲隠六帖の巻名に使用されている。サムシロは本文とされるものも内容を推測させる資料も全く伝わらないが、しばしば巣守や桜人と並べてかつて存在していた、あるいは後人の作った巻の名前として伝えられており、いくつかの巻名目録においては東屋や浮舟の巻の並びの巻とされたり異名とされたりしている。

## 巣守帖と見られる写本の発見
長い間実態がわからなかった巣守であるが、2009年（平成21年）11月には「巣守帖」と思われる写本の一部が、中央大学教授の池田和臣によって発見されたと報道されている。見つかったのは、古書店から入手した15.5cm四方の古写本の断簡2枚であり、紙質の鑑定により、鎌倉末期から南北朝時代のものと見られるという。。報道によると「うき世をも　かけはなれなは　いる月は　山こそついの　すみかなるらめ」という初出の和歌を含んでいるとされている 。